# Криммль
Криммль —  містечко та громада в австрійській землі Зальцбург. Містечко належить округу Целль-ам-Зеє. Бургомістом міста є Еріх Черни від НПА.
Криммль на мапі округу та землі.